# Jan Lukas
Jan Lukas (10. srpna 1915, České Budějovice – 28. srpna 2006, New York) byl český fotograf, který se stal legendou české fotografie. Tematická šíře jeho tvorby sahá od krajinářských fotografií přes reportáže až k portrétu. Patří k zakládající generaci českých fotoreportérů.

## Krédo
| „ | Dívat se a zachovat to, co mě zajímá, doufaje, že existuje mnoho dalších, které to také zajímá. | “ |

## Životopis
Fotografovat začal jako dvanáctiletý. Nejstarší pokusy jsou z Prahy roku 1929. V sedmnácti byl přijat do prestižního Českého klubu fotografů amatérů. Vývoj jeho díla, dokladovaný na výstavě Klubu v roce 1937, komentovaly pozitivně Lidové noviny. Spolupracoval s časopisy Ahoj na neděli, Eva atd. Od roku 1935 do roku 1936 studoval ve Vídni grafickou školu. Ve 30. letech pracoval pro evropské magazíny včetně legendárního Lilliputu. Hodně cestoval po Československu i zahraničí; vznikla řada významných snímků (např. Na laně). Roku 1936 nastoupil jako kameraman ve filmových ateliérech firmy Baťa ve Zlíně. Nejvýraznějším filmem byla reklama na pneumatiky (Silnice zpívá) z roku 1937. Jako jediný fotograf se v říjnu 1939 zúčastnil výstavy skupiny Sedm v říjnu s baladickou reportáží Země a lidé. Významný je jeho Pražský deník 1938–1965, obrazové svědectví o zkáze demokracie a nástupu dvou totalitních režimů. Jako profesionál fotografoval Edvarda Beneše v tragickém roce 1938, Prahu obsazovanou nacisty, soud s válečnými zločinci v roce 1946, nástup komunistů, život v padesátých letech i Louise Armstronga v Praze 1965. Fotografická reportáž Moskva z roku 1963 byla po vytištění zničena, protože velvyslanec Sovětského svazu ji shledal „příliš pesimistickou“.
V roce 1965 emigroval přes Jugoslávii na Západ a následujícího roku se přistěhoval do Spojených států. V letech 1965–1966 vznikal soubor Italský deník, který zachycuje deset měsíců, jež strávil s rodinou v italských utečeneckých táborech. Po příjezdu do USA začal pracovat na cyklu Ostrované, dokumentujícím život v místech, která jej „už doma v Praze nejvíce lákala, říkal jsem jim ’ostrovy svobody’“ – newyorský Manhattan, Starý Jeruzalém, Západní Berlín a Tchaj-wan. V 60. a 70. letech vznikl cyklus velkoformátových fotografií nazvaný New York / Pompeje.
Z Lukasovy rozsáhlé tvorby se zachovala jen část, mnoho negativů vzniklých před rokem 1965, se ztratilo; menší část z nich se v 90. letech našla ve sbírkách pražského Uměleckoprůmyslového muzea. Dochované Lukasovo dílo zahrnuje pětadvacet alb.
Zemřel v 91 letech v New Yorku, po více než rok trvající nemoci.

## Výstavy

### Samostatné výstavy
- 1940 – Český klub fotografů amatérů Praha II. – Země a lidé[3]
- 1995 – Mánes, Praha – Fotografický zápisník 1930 – 1990
- 1998 – České centrum, New York – Prague Diary 1945 – 1953
- 1998 – Keith de Lellis Gallery, New York – New York 1964
- 1999 – České centrum fotografie – Jan Lukas – fotografie
- 2000 – Galerie Gema – bez názvu
- 2000 – Galerie Franze Kafky – Praha – domovské město Franze Kafky
- 2002 – Ateliér josefa Sudka – Pompeje/Manhattan
- 2004 – Leica Gallery Prague – Tři generace českého dokumentu
- 2006 – Zahrada Na Valech, Praha – New York – Pompeje
- 2006 – Pražský hrad – New York – Pompeje
- 2006 – Galerie Fiducia, Ostrava – Italský deník
- 2007 – Galerie FONS (2) – Italský deník 1965–1966
- 2007 – Pardubice – New York – Pompeje
- 2007 – Pražský dům fotografie – Italský deník 1965–1966
- 2007 – Galerie Josefa Sudka – Fotografie 1929–1939
- 2013 – Evangelický kostel Zlín – Zlín
- 2015 – Jan Lukas: Praha/New York, kurátor: Josef Moucha, Galerie Měsíc ve dne, České Budějovice, červenec – srpen 2015[4]

### Společné výstavy
- 1961 – Nejkrásnější knihy roku 1960, Památník národního písemnictví, Praha
- 1992 – Umělecká beseda 1992, Mánes, Praha
- 1994 – Umělecká beseda 1994, Mánes, Praha
- 1995 – Umělecká beseda 1995, Mánes, Praha
- 1998 – Umělecká beseda 1998, Mánes, Praha
- 2000 – Umělecká beseda 1999/2000, Mánes, Praha
- 2000 – Karel Valter, Jiří Kolář, Jan Lukas, Galerie Gema, Dům u dvou divých mužů, Praha
- 2005 – Česká fotografie 20. století – Czech photography of the 20th century
- 2005 – Jubilanti Umělecké besedy, Galerie Gema, Dům u dvou divých mužů, Praha
- 2008 – Fotogenie identity Paměť české fotografie, Dům pánů z Kunštátu, Brno

## Knihy
- Anděl Jaroslav, Nová vize (Avantgardní architektura v avantgardní fotografii: Československo 1918–1938
- František Hrubín, Jan Lukas, Sviť, sluníčko, sviť, Praha : SNDK, 1961
- Šporkův Kuks, text: Jaromír Neumann, Praha : Tvar, 1950
- Frynta Emanuel, Nová knížka pro děti o chvástavém štěněti, s fotografiemi Jana Lukase (edice Sedmikrásy, 20 000 výtisků s 60 fotografiemi v textu, kniha obsahuje úvod, závěr a sedm kapitol, každá z nich je pojmenována podle pohádky, kterou v ní vybájí chvástavé titulní štěně Hasan pro své sourozence), Praha : Státní nakladatelství dětské knihy, 1964
- Das Prager Ghetto, Praha : Artia, 1959
- Česká fotografická avantgarda 1918–1948
- Česká fotografie 1939–1958 ze sbírek Moravské galerie
- FRYNTA, Emanuel: Jan Lukas
- FRYNTA, Emanuel: Kafka lebte in Prag
- FRYNTA, Emanuel: Praha – domovské město Franze Kafky
- LUKAS, Jan: Amerika According to Kafka, Praha : Publishing House of Franz Kafka, 1993, ISBN 80-901456-2-0
- LUKAS, Jan: Amerika nach Kafka, Praha : Nakladatelství Franze Kafky, 1993, ISBN 80-901456-3-9
- LUKAS, Jan: Fotografický zápisník 1930 – 1990, Plzeň: Bílý slon, 1995, ISBN 80-901291-9-6
- LUKAS, Jan. Pražský deník 1938-1965. Praha: Torst, 1995. 85 s. ISBN 80-85639-52-1.
- MOUCHA, Josef. Jan Lukas : fotografie 1935-1984. Chrudim: Galerie Art, 2013. 37 s. ISBN 978-80-260-3965-5.
- LUKAS, Jan. Jan Lukas : people / lidé, 1930-1995. Artinbox Gallery and KANT, Prague 2015, 105 stran. ISBN 978-80-7437-182-0, ISBN 80-7437-182-4. OCLC 948312224

## Pozvánka autorská
- 1998, Jan Lukas: Prague Diary 1945 – 1953
- 1998, Jan Lukas: New York 1964
- 2002, Jan Lukas: Pompeje / Manhattan
- 2006, Jan Lukas: Italský deník 1965 – 1966
- 2006, Jan Lukas: New York Pompei
- 2007, Jan Lukas: Italský deník 1965 – 1966

## Zastoupení ve sbírkách
- České centrum fotografie, Praha
- International Centre of Photography, New York, New York
- Moravská galerie v Brně, Brno
- Museum of Fine Arts, Houston
- Museum of Modern Art, New York, New York
- Uměleckoprůmyslové museum, Praha

## Ocenění
V roce 1958 získal zlatou medaili na výstavě Expo 58 v Bruselu.